# Freedom (jornal)

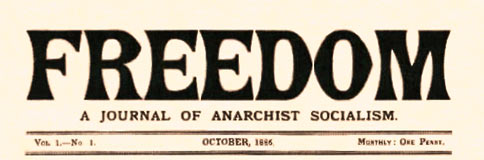
1886.

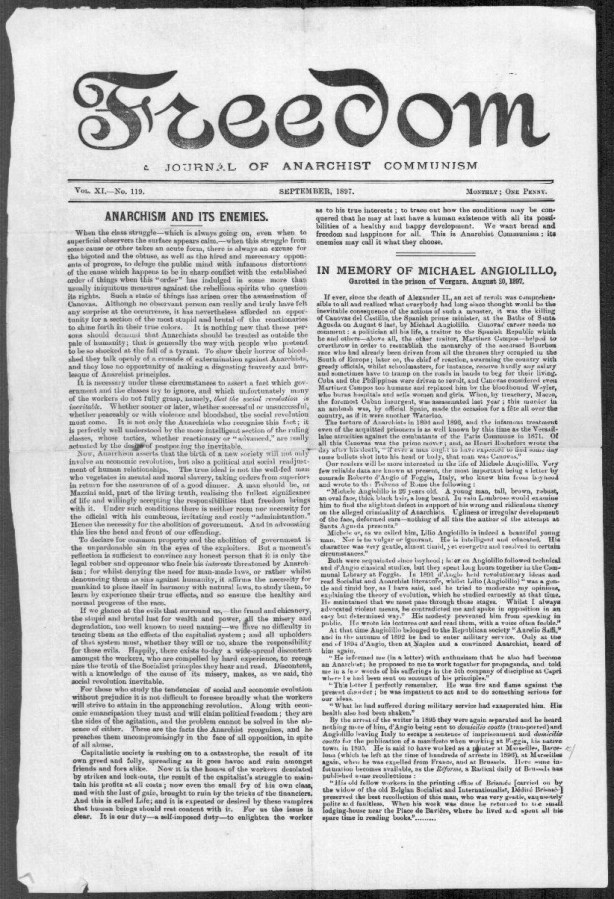
Setembro 1897.

Freedom é um jornal anarquista londrino publicado mensalmente pela Freedom Press, a publicação impressa cessou em i de março de 2014.
O trabalho foi iniciado em 1886 por voluntários, incluindo Peter Kropotkin e Charlotte Wilson e continua até hoje como um projeto não remunerado. Originalmente, o subtítulo era "O Jornal do socialismo anarquista". Em junho de 1889 o título foi alterado para "O Jornal do Anarcocomunismo". Atualmente não possui nenhum subtítulo.
O jornal tem historicamente apresentado na página final notícia do movimento operário e eventos anti guerra, bem como os horários de eventos e protestos planejados.